# Tai Tam Bay
Tai Tam Bay (kinesiska: 大潭灣, 大潭湾) är en vik i Hongkong (Kina). Den ligger i den centrala delen av Hongkong.